# Hyperandra cezari
Hyperandra cezari är en fjärilsart som beskrevs av Almeida 1968. Hyperandra cezari ingår i släktet Hyperandra och familjen björnspinnare. Inga underarter finns listade i Catalogue of Life.